# داود عابدين زاده
داود عابدین زاده چادرچي (مواليد 29 أغسطس 1986 في طهران) هو مصارع إيراني.

## التعليم
عابدین زاده حاصل على درجة البكالوريوس في التربية البدنية من جامعة آزاد الإسلامية.

## روابط خارجية
- داود عابدين زاده على موقع قاعدة بيانات المصارعة الدولية (الإنجليزية)